# Sharknado 5: Global Swarming
Sharknado 5: Global Swarming (stilizzato come 5harknado: Global Swarming) è un film televisivo del 2017, diretto da Anthony C. Ferrante. Si tratta del quinto film della serie di Sharknado.

## Trama
Dopo gli eventi del film precedente, Fin e April si recano a Londra con il loro giovane figlio Gil per partecipare ad una riunione della NATO sulla minaccia degli sharknado. Nel frattempo, Nova e i suoi assistenti indagano su un tempio nascosto sotto Stonehenge e Nova contatta Fin per chiedergli di aiutarla. Insieme scoprono un santuario dedicato ad un antico dio squalo e raccolgono un manufatto, che ha la conseguenza imprevista di scatenare un nuovo tipo di sharknado con un vortice dimensionale al suo interno. Lo sharknado si dirige verso Londra e Fin raduna le guardie di Buckingham Palace per sconfiggerlo. Riescono a sopravvivere allo sharknado, ma Gil viene trascinato nella tempesta e scompare.
Fin, April e Nova si rendono conto che Gil è ancora vivo e lo seguono usando un segnale emesso da un elmetto speciale datogli in precedenza da alcuni scienziati britannici. Salgono a bordo di un dirigibile creato e pilotato dall'inventore Dr. Angel e inseguono Gil in Svizzera, ma il dirigibile rimane intrappolato in uno sharknado e si schianta al suolo, uccidendo il Dr. Angel. Il gruppo di Fin ruba degli sci e si dirigono verso le piste. Alla fine, vengono inghiottiti dallo sharknado e teletrasportati a Sydney, in Australia attraverso il vortice, dove il corpo cibernetico di April è gravemente danneggiato da un attacco degli squali. Nova porta April ai suoi alleati Orion ed Electra per le riparazioni, quindi rivela a Fin che lei guida la "Sorellanza degli Sharknado", un'organizzazione globale dedicata alla distruzione degli sharknado. Orion ed Electra sono membri della Sorellanza, così come la cugina di Fin, Gemini, che sta supervisionando la nave che trasporta le scorie nucleari lasciate dal nukenado alle Cascate del Niagara. Fin è arrabbiato perché Nova ha tenuto segreto il ruolo di Gemini nel gruppo e parte con April per ritrovare Gil. Nel frattempo, uno sharknado colpisce la nave di Gemini e assorbe le scorie nucleari, facendola mutare in una massa di squali a forma di squalo che inizia a dirigersi verso il Giappone.
Risucchiati dal vortice, Fin e April si ritrovano a Rio de Janeiro, dove incontrano in una vecchia chiesa un altro membro della Sorellanza ed imparano gli antichi miti dietro gli sharknado ed il vortice, sentendosi dire che "la Terra ha molti portali". Durante l'incontro un ladro d'arte ruba il manufatto, portando a un inseguimento automobilistico che termina nel Colosseo a Roma, in Italia, quando uno sharknado teletrasporta entrambi i veicoli. Fin e April recuperano il manufatto e vengono poi convocati dal Papa, che incoraggia Fin a continuare la sua missione per salvare Gil e il mondo e gli fornisce una motosega speciale per la battaglia a venire. Usando il manufatto, Fin e April evocano uno sharknado e quasi riescono a recuperare Gil, ma lui sfugge alla loro presa e tutti e tre vengono trascinati nel vortice.
Fin e April emergono a Tokyo, dove la massa di squali radiattiva - ora soprannominata "Sharkzilla" dai media globali - sta imperversando. I due scoprono che Gil è intrappolato all'interno della massa di Sharkzilla e Nova arriva con i restanti membri della Sorellanza per sconfiggere la creatura. Nova si lancia col paracadute su Sharkzilla ed inizia a farsi strada verso Gil, ma quando i caccia militari bombardano la massa, essa esplode. Gil svanisce, apparentemente ucciso nell'esplosione, mentre Nova viene ferita a morte e muore poco dopo che Fin la perdona e l'accetta come parte della loro famiglia. Poco dopo, Fin riceve una chiamata da suo figlio Matt, il quale riesce ad informarlo che tutti i membri della loro famiglia sono morti prima di essere lui stesso ucciso da uno sharknado che colpisce la fattoria di famiglia in Kansas. Sconvolti, ma senz'altro da perdere, Fin e April decidono di provare a restituire il manufatto a Stonehenge nella speranza che così facendo si fermi l'escalation degli sharknado.
Tuttavia, lo sharknado che evocano li teletrasporta invece alle piramidi di Giza, in Egitto, dove trovano dei geroglifici che indicano che anche gli antichi egizi conoscevano il dio squalo ed il vortice, che si trova all'interno del nucleo terrestre. Fin e April scoprono un antico meccanismo che fa sì che le piramidi si aprano ed assorbano l'energia del vortice alla sua attivazione, ponendo così fine all'escalation. Tuttavia, proprio mentre tutto sembra essere tornato alla normalità, il meccanismo si inverte e l'energia del vortice erutta dalla Terra, innescando uno sharknado globale che devasta il mondo intero, uccidendo tra gli altri Gemini che è ancora a Tokyo. Non riuscendo a spegnere il dispositivo, Fin e April si precipitano fuori in tempo per scoprire che uno sharknado ed uno tsunami  si stanno dirigendo verso di loro. April decide di sacrificare la propria vita per porre fine allo sharknado globale, usando la sua capacità di assorbire l'energia per assorbire l'intero vortice planetario. Le sue azioni fermano la tempesta ma fanno esplodere il suo corpo.
Rimasto apparentemente l'ultimo essere vivente sulla Terra, Fin raccoglie la testa di April e la porta con sé in un vagabondaggio per il pianeta in rovina alla disperata ma infruttuosa ricerca di altri sopravvissuti. Qualche tempo dopo, un camion emerge da una luce brillante e si avvicina a lui, guidato da un Gil ormai adulto. Egli racconta che quando Sharkzilla è esploso, si è ritrovato catapultato indietro nel tempo, e che da allora ha trascorso tutto il tempo a sviluppare un modo per usare lo sharknado come una macchina del tempo. Riuniti, Fin e Gil decidono di tornare nel passato per sconfiggere gli sharknado una volta per tutte e salvare così la loro famiglia e i loro amici.

## Produzione
La realizzazione di un quinto film della serie Sharknado venne confermata nell'ottobre 2016 ed il film è stato distribuito il 6 agosto 2017. Il titolo avrebbe dovuto essere Sharknado 5... Earth 0, ma il 1 giugno 2017 è stato svelato che il titolo del film sarebbe stato Sharknado 5: Global Swarming con lo slogan "Make America Bait Again". Lo slogan e il titolo sono stati selezionati tramite l'invio e la votazione dei fan. Lo slogan "Make America Bait Again" è stato presentato da James Guill, uno scrittore di poker freelance. Il suo slogan era una parodia del popolare slogan "Make America Great Again" di Donald Trump.

## Accoglienza
Su Rotten Tomatoes ha un indice di gradimento del 30% basato sulle recensioni di 10 critici.
Les Chappell di The A.V. Club ha dato al film un voto A e ha scritto: "In qualche modo, Sharknado 5: Global Swarming tira indietro il franchise dall'orlo e lo riporta a quello che dovrebbe essere: divertente da guardare."